# Aphantopus hyperantus
Aphantopus hyperantus, conocida como sortijitas, es una especie de lépidoptero perteneciente a la familia de las Nymphalidae, subfamilia Satyrinae, tribu de las Satyrini y género Aphantopus del que es único representante en Europa, (Linnaeus, 1758).

## Descripción
Ocelos con anillos amarillos en s5 y s6, desplazados basalmente, s4 sin ocelo. Los pequeños ocelos negros a veces están ausentes en el macho, pero los ocelos negros rodeados de amarillo y pupilados de blanco en número variable resaltan bien en su dorso. Estos ocelos son probablemente una evolución contra la predación.
Esta mariposa es de pequeña a mediana, con una envergadura de 40 a 45 mm.
La oruga es de color crema con rayas más o menos oscuras. Ella hiberna después de que termina su crecimiento en primavera.

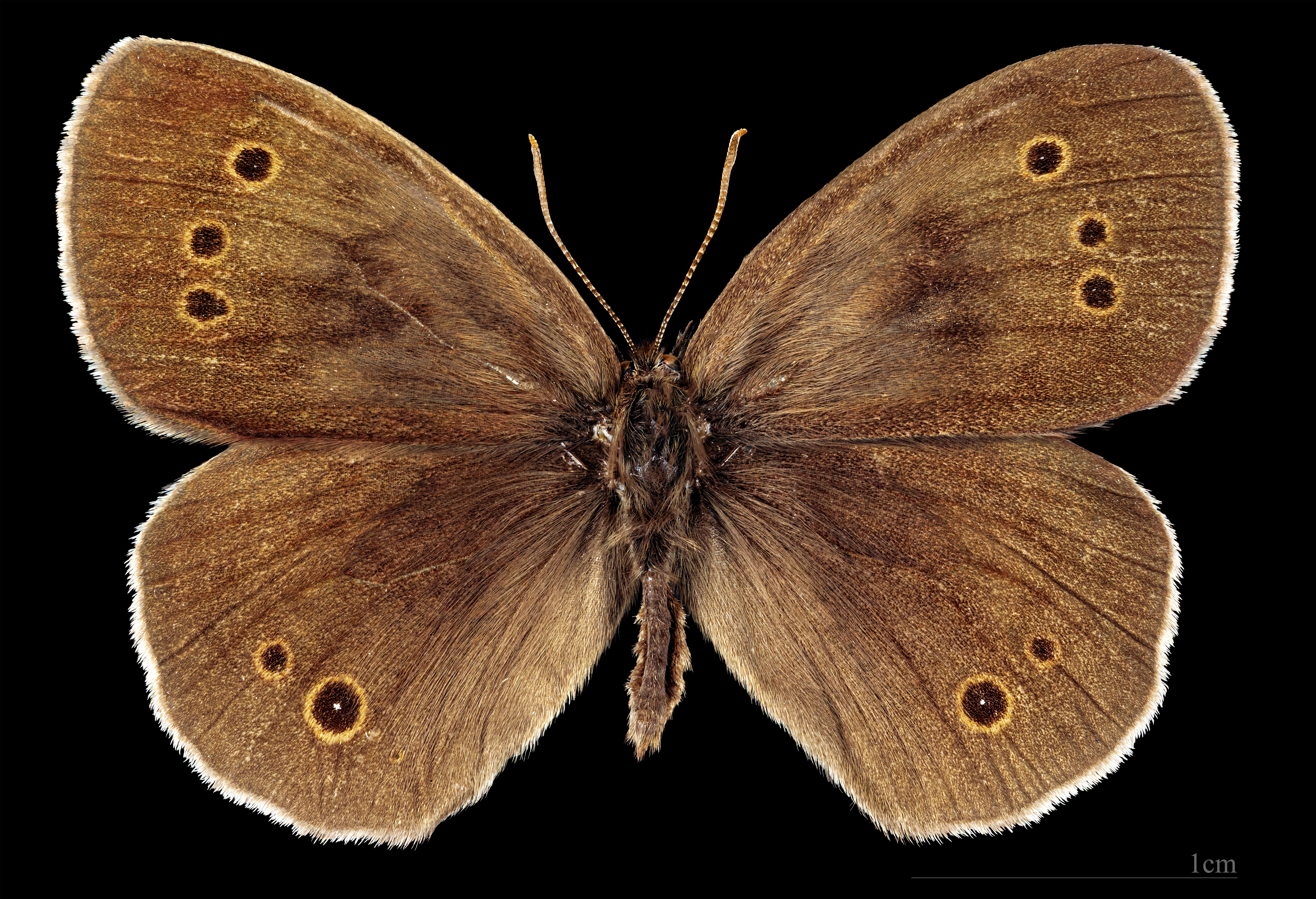
♂
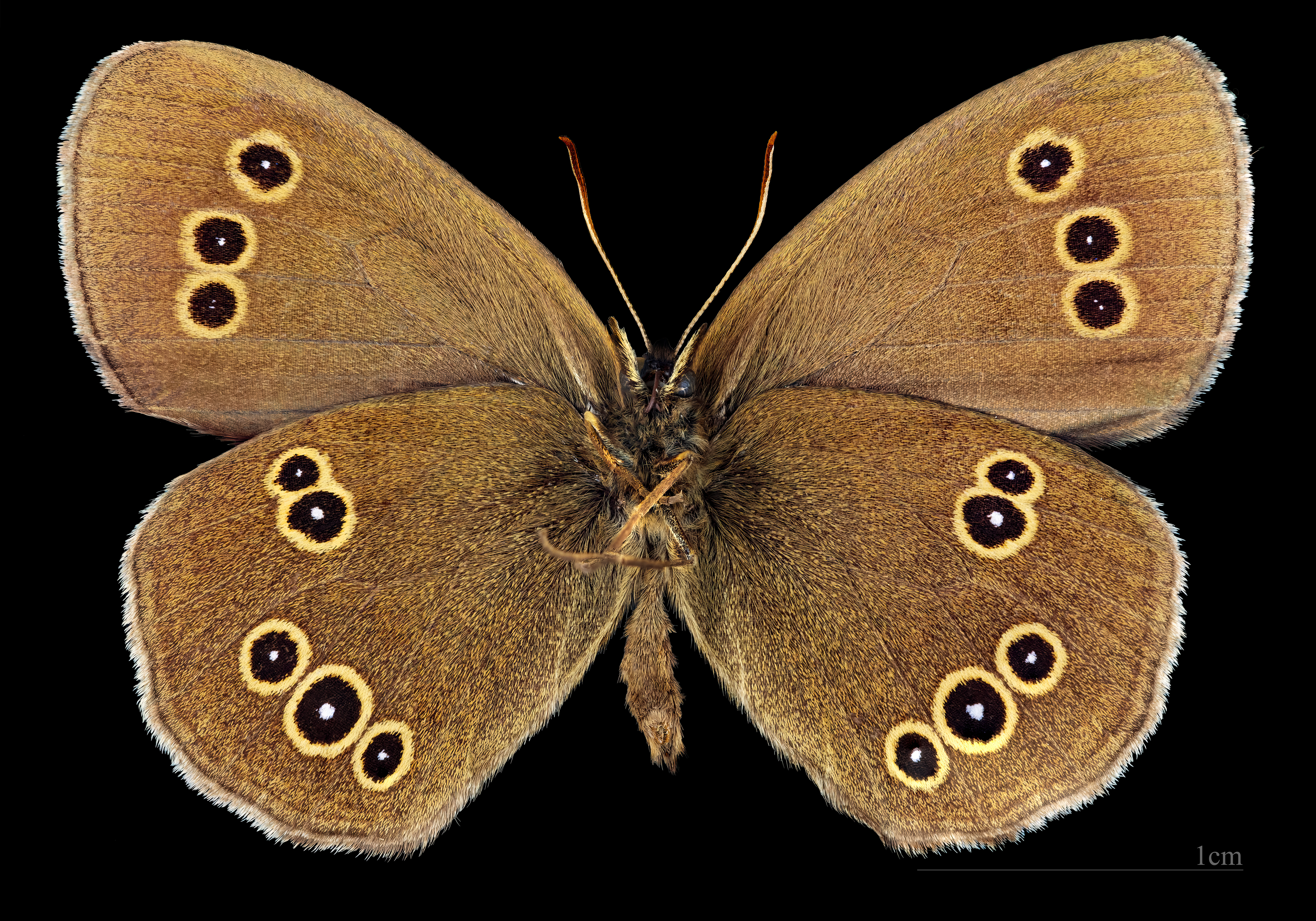
♂ △

## Biología

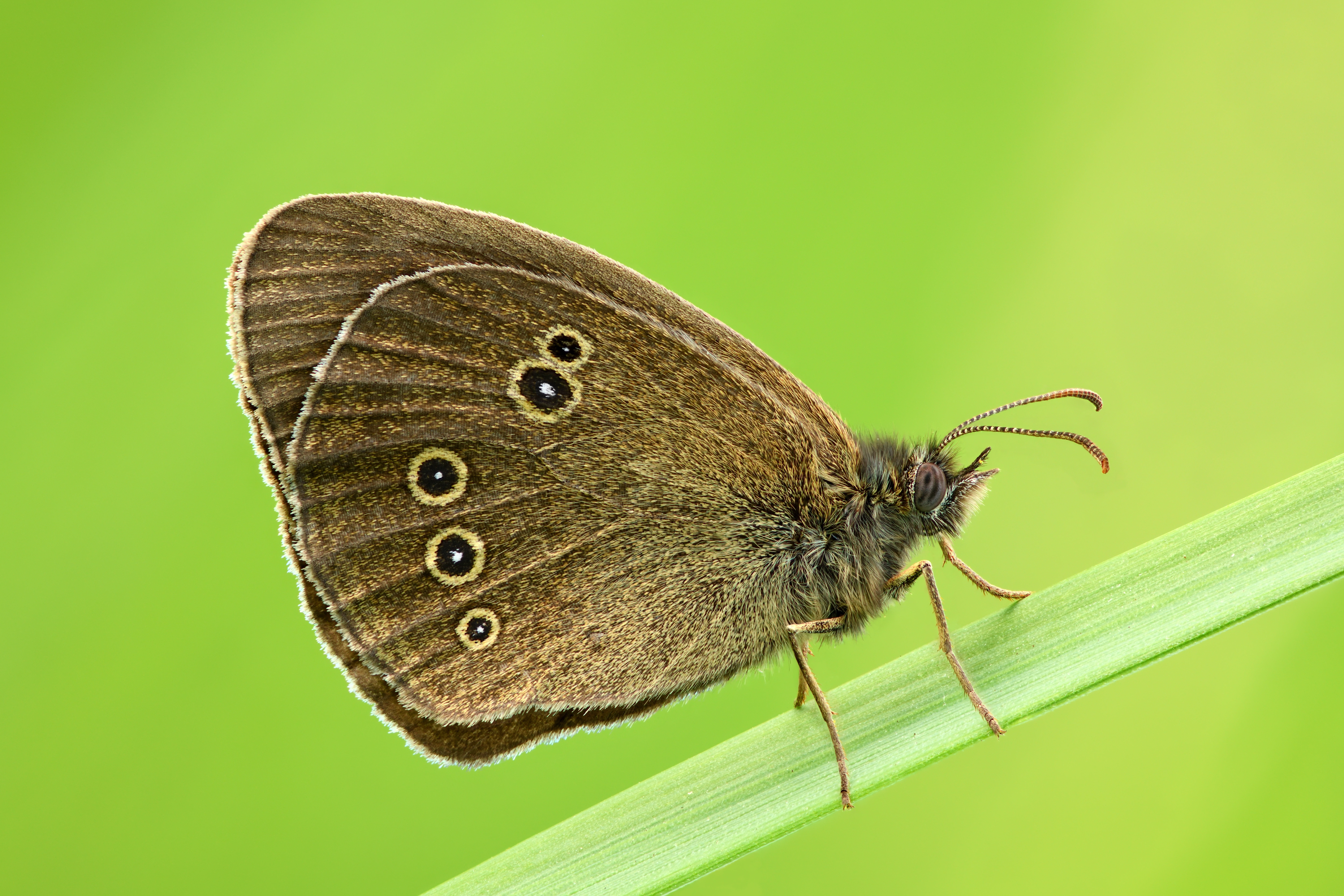
Aphantopus hyperantus

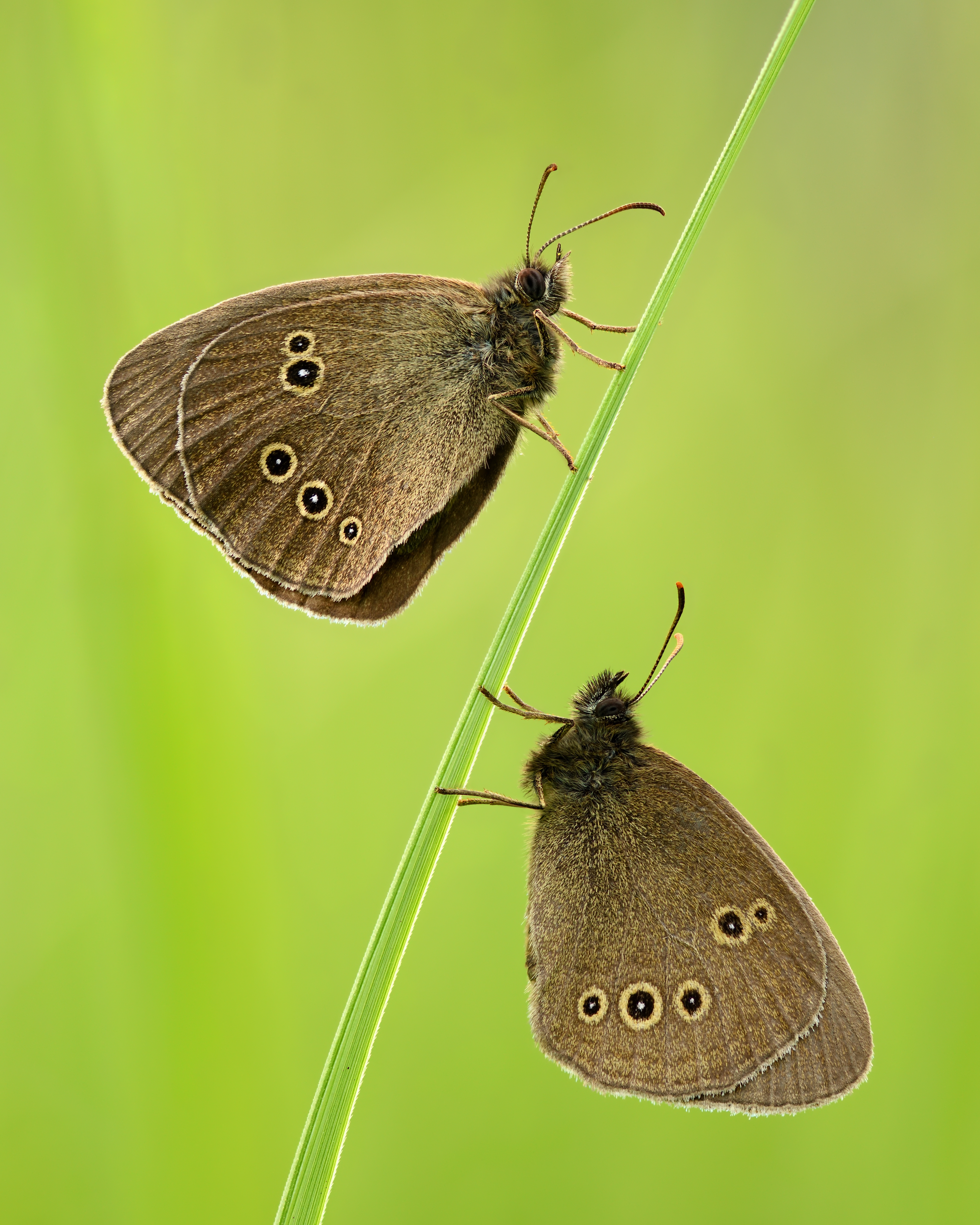
Aphantopus hyperantus

### Período de vuelo e hibernación
El período de vuelo de los adultos comienza de junio a final agosto.

### Plantas hospederas
Poa pratensis, Poa nemoralis, Milium effusum; yerba fina (Agrostis capillaris),Agropyron repens, Holcus mollis y Holcus lanatus, Deschampsia cespitosa, Molinia caerulea, Arrhenatherum elatius, Brachypodium sylvaticum y Brachypodium pinnatum, Phleum pratense, Dactylis glomerata, Festuca rubra, Bromus erectus, Bromus hordeaceus, Cynosurus cristatus, Calamagrostis epigejos o rosa de los bosques (Calamagrostis epigejos); Carex hirta, Carex strigosa, Carex brizoides, Carex panicea, Carex sylvatica.

## Ecología y distribución
Es una mariposa de los bosques templados húmedos donde vuela en los claros de bosque donde penetra el sol o al atardecer. Aprecia las flores de las zarzas donde se la ve a menudo libar. Es una de las pocas mariposas que vuela en días nublados e incluso con lluvia ligera.
Vuela a menudo con Maniola jurtina cuyas alas son de un color parecido a las suyas. Puede llegar a volar hasta los 1600 m de altitud.

### Biotopo
Tiene una amplia área de distribución: del oeste de Europa hasta Japón, excepto el extremo norte del continente, y en las regiones de clima mediterráneo (se le encuentra, sin embargo, al norte de España y al norte de Grecia). Está ausente en el sur de Asia.
Con el retroceso de los bosques, arboledas, páramos y claros o vacíos en el monte bajo, sus hábitats están disminuyendo. No obstante, todavía se las encuentra a nivel local y sigue siendo bastante generalizada en Europa Central.